# Dendronephthya oviformis
Dendronephthya oviformis is een zachte koraalsoort uit de familie Nephtheidae. De koraalsoort komt uit het geslacht Dendronephthya. Dendronephthya oviformis werd in 1912 voor het eerst wetenschappelijk beschreven door Nutting. 